# Frea haroldi
Frea haroldi là một loài bọ cánh cứng trong họ Cerambycidae.